# Liste der Einträge im National Register of Historic Places in Winchester (Massachusetts)

Lage des Middlesex County in Massachusetts

Die Liste der Einträge im National Register of Historic Places in Winchester in Massachusetts führt alle Bauwerke, National Historic Landmarks und Historic Districts in Winchester auf, die in das National Register of Historic Places aufgenommen wurden.
Die vorliegende Liste wurde aufgrund der Vielzahl an Einträgen in Winchester ausgelagert und ist integraler Bestandteil der Liste der Einträge im National Register of Historic Places im Middlesex County.

## Legende
| NRHP | Historic Place    |
| HD   | Historic District |

## Aktuelle Einträge
| [ 2 ] | Name                                                 | Bild                                                 | Eintragsdatum                 | Lage                                                    | Ort        | Beschreibung |
| ----- | ---------------------------------------------------- | ---------------------------------------------------- | ----------------------------- | ------------------------------------------------------- | ---------- | --- |
| 1     | Albert Ayer House                                    | Albert Ayer House                                    | 5. Juli 1989 ID-Nr. 89000635  | 8 Brooks St. 42° 26′ 30,6″ N, 71° 8′ 15,5″ W            | Winchester | |
| 2     | Thomas Ayer House                                    | Thomas Ayer House                                    | 5. Juli 1989 ID-Nr. 89000630  | 8 Grove St. 42° 26′ 32,3″ N, 71° 8′ 13,8″ W             | Winchester | |
| 3     | Robert Bacon House                                   | Robert Bacon House                                   | 5. Juli 1989 ID-Nr. 89000611  | 6 Mystic Valley Parkway 42° 26′ 36″ N, 71° 8′ 34″ W     | Winchester | |
| 4     | Kenelum Baker House                                  | Kenelum Baker House                                  | 5. Juli 1989 ID-Nr. 89000632  | 4 Norwood St. 42° 26′ 58,1″ N, 71° 8′ 40,9″ W           | Winchester | |
| 5     | Edward A. Brackett House                             | Edward A. Brackett House                             | 5. Juli 1989 ID-Nr. 89000626  | 290 Highland Ave. 42° 27′ 0″ N, 71° 7′ 45″ W            | Winchester | |
| 6     | Edward Braddock House                                | Edward Braddock House                                | 5. Juli 1989 ID-Nr. 89000651  | 112 Highland Ave. 42° 27′ 41″ N, 71° 7′ 27″ W           | Winchester | |
| 7     | George Brine House                                   | George Brine House                                   | 5. Juli 1989 ID-Nr. 89000638  | 219 Washington St. 42° 27′ 22″ N, 71° 7′ 51″ W          | Winchester | |
| 8     | Carr-Jeeves House                                    | Carr-Jeeves House                                    | 2. Aug. 1989 ID-Nr. 89000639  | 57 Lake St. 42° 27′ 23″ N, 71° 8′ 30″ W                 | Winchester | |
| 9     | Webster Childs House                                 | Webster Childs House                                 | 5. Juli 1989 ID-Nr. 89000644  | 9 Meadowcroft Rd. 42° 26′ 49″ N, 71° 8′ 27″ W           | Winchester | |
| 10    | Cole House                                           | Cole House                                           | 5. Juli 1989 ID-Nr. 89000646  | Highland Ave. 42° 27′ 0,4″ N, 71° 7′ 45,6″ W            | Winchester | Im Register unzutreffend als nicht mehr existent eingetragen; tatsächlich wurde es nur um eine kurze Distanz versetzt. |
| 11    | DeRochmont House                                     | DeRochmont House                                     | 5. Juli 1989 ID-Nr. 89000642  | 2–4 Rangeley Rd. 42° 27′ 3″ N, 71° 8′ 23″ W             | Winchester | |
| 12    | Dike-Orne House                                      | Dike-Orne House                                      | 5. Juli 1989 ID-Nr. 89000621  | 257 Forest St. 42° 28′ 23″ N, 71° 6′ 47″ W              | Winchester | Nicht mehr existent.                                                                                                   |
| 13    | Edmund Dwight House                                  | Edmund Dwight House                                  | 5. Juli 1989 ID-Nr. 89000633  | 5 Cambridge St. 42° 26′ 10″ N, 71° 9′ 15″ W             | Winchester | |
| 14    | Samuel Elder House                                   | Samuel Elder House                                   | 5. Juli 1989 ID-Nr. 89000643  | 38 Rangeley Rd. 42° 26′ 51″ N, 71° 8′ 30″ W             | Winchester | |
| 15    | Everett Avenue-Sheffield Road Historic District      | Everett Avenue-Sheffield Road Historic District      | 5. Juli 1989 ID-Nr. 89000661  | 42° 26′ 43″ N, 71° 8′ 49″ W                             | Winchester | |
| 16    | Firth-Glengarry Historic District                    | Firth-Glengarry Historic District                    | 5. Juli 1989 ID-Nr. 89000662  | 42° 27′ 5″ N, 71° 8′ 38″ W                              | Winchester | |
| 17    | Edward Gardner House                                 | Edward Gardner House                                 | 5. Juli 1989 ID-Nr. 89000605  | Zero Gardner Place 42° 26′ 39″ N, 71° 9′ 8″ W           | Winchester | |
| 18    | O. W. Gardner House                                  | O. W. Gardner House                                  | 5. Juli 1989 ID-Nr. 89000791  | 5 Myrtle St. 42° 27′ 8″ N, 71° 7′ 59″ W                 | Winchester | |
| 19    | Patience and Sarah Gardner House                     | Patience and Sarah Gardner House                     | 5. Juli 1989 ID-Nr. 89000608  | 103–105 Cambridge St. 42° 26′ 40″ N, 71° 9′ 8″ W        | Winchester | |
| 20    | Ginn Carriage House                                  | Ginn Carriage House                                  | 5. Juli 1989 ID-Nr. 89000655  | 24 Ginn Rd. 42° 26′ 48″ N, 71° 8′ 28″ W                 | Winchester | |
| 21    | Ginn Gardener’s House                                | Ginn Gardener’s House                                | 5. Juli 1989 ID-Nr. 89000654  | 22 Ginn Rd. 42° 26′ 47″ N, 71° 8′ 26″ W                 | Winchester | |
| 22    | Henry Grover House                                   | Henry Grover House                                   | 5. Juli 1989 ID-Nr. 89000641  | 223–225 Cambridge St. 42° 27′ 13″ N, 71° 9′ 31″ W       | Winchester | |
| 23    | Horace Hatch House                                   | Horace Hatch House                                   | 5. Juli 1989 ID-Nr. 89000612  | 26 Grove St. 42° 26′ 27″ N, 71° 8′ 27″ W                | Winchester | |
| 24    | Hovey-Winn House                                     | Hovey-Winn House                                     | 5. Juli 1989 ID-Nr. 89000616  | 384 Main St. 42° 26′ 51″ N, 71° 8′ 6″ W                 | Winchester | |
| 25    | Hutchinson-Blood House                               | Hutchinson-Blood House                               | 5. Juli 1989 ID-Nr. 89000615  | 394-396 Main St. 42° 26′ 54″ N, 71° 8′ 7″ W             | Winchester | |
| 26    | Johnson-Thompson House                               | Johnson-Thompson House                               | 5. Juli 1989 ID-Nr. 89000604  | 201 Ridge St. 42° 26′ 54″ N, 71° 10′ 36″ W              | Winchester | |
| 27    | Marshall W. Jones House                              | Marshall W. Jones House                              | 5. Juli 1989 ID-Nr. 89000649  | 326 Highland Ave. 42° 26′ 53″ N, 71° 7′ 46″ W           | Winchester | |
| 28    | Asa Locke House                                      | Asa Locke House                                      | 5. Juli 1989 ID-Nr. 89000631  | 68 High St. 42° 26′ 36″ N, 71° 9′ 37″ W                 | Winchester | |
| 29    | Capt. Josiah Locke House                             | Capt. Josiah Locke House                             | 2. März 1979 ID-Nr. 79000356  | 195 High St. 42° 26′ 37″ N, 71° 10′ 24″ W               | Winchester | |
| 30    | James H. Mann House                                  | James H. Mann House                                  | 5. Juli 1989 ID-Nr. 89000624  | 23 Hancock St. 42° 27′ 24″ N, 71° 7′ 44″ W              | Winchester | |
| 31    | John Mason House                                     | John Mason House                                     | 5. Juli 1989 ID-Nr. 89000634  | 10 Hillside Ave. 42° 26′ 59″ N, 71° 7′ 57″ W            | Winchester | |
| 32    | Louis N. Maxwell House                               | Louis N. Maxwell House                               | 5. Juli 1989 ID-Nr. 89000650  | 16 Herrick St. 42° 26′ 47″ N, 71° 7′ 57″ W              | Winchester | |
| 33    | Middlesex Canal Historic and Archaeological District | Middlesex Canal Historic and Archaeological District | 19. Nov. 2009 ID-Nr. 09000936 | 42° 26′ 28,7″ N, 71° 8′ 55″ W                           | Winchester | |
| 34    | Middlesex Fells Reservation Parkways                 | Middlesex Fells Reservation Parkways                 | 4. Feb. 2003 ID-Nr. 02001749  | 42° 26′ 43″ N, 71° 6′ 10″ W                             | Winchester | |
| 35    | Amy B. Mitchell House                                | Amy B. Mitchell House                                | 5. Juli 1989 ID-Nr. 89000653  | 237 Highland Ave. 42° 27′ 12″ N, 71° 7′ 47″ W           | Winchester | |
| 36    | Moore House                                          | Moore House                                          | 5. Juli 1989 ID-Nr. 89000620  | 85 Walnut St. 42° 27′ 4″ N, 71° 7′ 49″ W                | Winchester | |
| 37    | Mystic Valley Parkway                                | Mystic Valley Parkway                                | 18. Jan. 2006 ID-Nr. 05001529 | Mystic Valley Parkway 42° 25′ 47″ N, 71° 7′ 49″ W       | Winchester | Erstreckt sich von Winchester über Medford und Arlington bis nach Somerville.                                          |
| 38    | Oak Knoll                                            | Oak Knoll                                            | 5. Juli 1989 ID-Nr. 89000648  | 17 Brooks Street 42° 26′ 25″ N, 71° 8′ 21″ W            | Winchester | |
| 39    | Parker House                                         | Parker House                                         | 5. Juli 1989 ID-Nr. 89000628  | 180 Mystic Valley Parkway 42° 26′ 56″ N, 71° 7′ 59″ W   | Winchester | |
| 40    | Edmund Parker Jr. House                              | Edmund Parker Jr. House                              | 5. Juli 1989 ID-Nr. 89000610  | 287 Cambridge St. 42° 27′ 22″ N, 71° 9′ 35″ W           | Winchester | |
| 41    | Harrison Parker, Sr., House                          | Harrison Parker, Sr., House                          | 5. Juli 1989 ID-Nr. 89000627  | 60 Lloyd St. 42° 26′ 50″ N, 71° 8′ 18″ W                | Winchester | |
| 42    | Pressey-Eustis House                                 | Pressey-Eustis House                                 | 5. Juli 1989 ID-Nr. 89000623  | 14 Stevens St. 42° 27′ 13″ N, 71° 7′ 51″ W              | Winchester | |
| 43    | Joseph Remick House                                  | Joseph Remick House                                  | 5. Juli 1989 ID-Nr. 89000656  | 84 Cambridge St./4 Swan Rd. 42° 26′ 37″ N, 71° 9′ 11″ W | Winchester | |
| 44    | Zachariah Richardson House                           | Zachariah Richardson House                           | 5. Juli 1989 ID-Nr. 89000618  | 597 Washington St. 42° 28′ 8″ N, 71° 7′ 31″ W           | Winchester | |
| 45    | Arthur H. Russell House                              | Arthur H. Russell House                              | 5. Juli 1989 ID-Nr. 89000652  | 10 Mt. Pleasant St. 42° 26′ 53″ N, 71° 8′ 29″ W         | Winchester | |
| 46    | Charles Russell House                                | Charles Russell House                                | 5. Juli 1989 ID-Nr. 89000617  | 993 Main St. 42° 27′ 52″ N, 71° 8′ 43″ W                | Winchester | |
| 47    | St. Mary’s Catholic Church                           | St. Mary’s Catholic Church                           | 5. Juli 1989 ID-Nr. 89000625  | 159 Washington St. 42° 27′ 15″ N, 71° 7′ 57″ W          | Winchester | |
| 48    | Sanborn House                                        | Sanborn House                                        | 14. Dez. 1981 ID-Nr. 81000286 | 21 High St. 42° 26′ 44″ N, 71° 9′ 24″ W                 | Winchester | |
| 49    | Sharon House                                         | Sharon House                                         | 5. Juli 1989 ID-Nr. 89000613  | 403 Main St. 42° 26′ 53″ N, 71° 8′ 4″ W                 | Winchester | |
| 50    | William Simonds House                                | William Simonds House                                | 5. Juli 1989 ID-Nr. 89000640  | 420 Main St. 42° 26′ 56″ N, 71° 8′ 7″ W                 | Winchester | |
| 51    | Skillings Estate House                               | Skillings Estate House                               | 5. Juli 1989 ID-Nr. 89000645  | 37 Rangeley Rd. 42° 26′ 53″ N, 71° 8′ 29″ W             | Winchester | |
| 52    | Jacob Stanton House                                  | Jacob Stanton House                                  | 5. Juli 1989 ID-Nr. 89000614  | 21 Washington St. 42° 26′ 59″ N, 71° 8′ 4″ W            | Winchester | |
| 53    | Edward Sullivan House                                | Edward Sullivan House                                | 5. Juli 1989 ID-Nr. 89000636  | 9 Kendall St. 42° 27′ 10″ N, 71° 7′ 55″ W               | Winchester | |
| 54    | Deacon John Symmes House                             | Deacon John Symmes House                             | 5. Juli 1989 ID-Nr. 89000606  | 212 Main St. 42° 26′ 29″ N, 71° 8′ 11″ W                | Winchester | |
| 55    | Marshall Symmes House                                | Marshall Symmes House                                | 5. Juli 1989 ID-Nr. 89000607  | 230 Main St. 42° 26′ 33″ N, 71° 8′ 12″ W                | Winchester | |
| 56    | Marshall Symmes Tenant House                         | Marshall Symmes Tenant House                         | 5. Juli 1989 ID-Nr. 89000637  | 233 Main St. 42° 26′ 35″ N, 71° 8′ 11″ W                | Winchester | |
| 57    | Abijah Thompson House                                | Abijah Thompson House                                | 5. Juli 1989 ID-Nr. 89000619  | 81 Walnut St. 42° 27′ 3″ N, 71° 8′ 19″ W                | Winchester | |
| 58    | Trowbridge-Badger House                              | Trowbridge-Badger House                              | 5. Juli 1989 ID-Nr. 89000647  | 12 Prospect St. 42° 26′ 49″ N, 71° 8′ 0″ W              | Winchester | |
| 59    | US Post Office-Winchester Main                       | US Post Office-Winchester Main                       | 19. Okt. 1987 ID-Nr. 87001773 | 48 Waterfield Rd. 42° 27′ 4,2″ N, 71° 8′ 13,4″ W        | Winchester | |
| 60    | Alfred Vinton House                                  | Alfred Vinton House                                  | 5. Juli 1989 ID-Nr. 89000629  | 417 Main St. 42° 26′ 55″ N, 71° 8′ 4″ W                 | Winchester | |
| 61    | Wedgemere Historic District                          | Wedgemere Historic District                          | 5. Juli 1989 ID-Nr. 89000659  | 42° 27′ 8″ N, 71° 9′ 2″ W                               | Winchester | |
| 62    | S. B. White House                                    | S. B. White House                                    | 5. Juli 1989 ID-Nr. 89000622  | 8 Stevens St. 42° 27′ 12″ N, 71° 7′ 51″ W               | Winchester | |
| 63    | Wildwood Cemetery                                    | Wildwood Cemetery                                    | 5. Juli 1989 ID-Nr. 89000658  | 34 Palmer St. 42° 27′ 17″ N, 71° 8′ 48″ W               | Winchester | |
| 64    | Winchester Center Historic District                  | Winchester Center Historic District                  | 21. Nov. 1986 ID-Nr. 86002943 | 42° 27′ 7″ N, 71° 8′ 13″ W                              | Winchester | |
| 65    | Winchester Savings Bank                              | Winchester Savings Bank                              | 19. Juni 1979 ID-Nr. 79000361 | 26 Mt. Vernon St. 42° 27′ 12″ N, 71° 8′ 8″ W            | Winchester | |
| 66    | Winchester Town Hall                                 | Winchester Town Hall                                 | 31. März 1983 ID-Nr. 83000837 | 71 Mount Vernon St. 42° 27′ 9″ N, 71° 8′ 6″ W           | Winchester | |
| 67    | Philemon Wright/Asa Locke Farm                       | Philemon Wright/Asa Locke Farm                       | 10. März 1983 ID-Nr. 83000838 | 78 Ridge St. 42° 26′ 29″ N, 71° 10′ 35″ W               | Winchester | |
| 68    | George Wyman House                                   | George Wyman House                                   | 5. Juli 1989 ID-Nr. 89000609  | 195 Cambridge St. 42° 27′ 9″ N, 71° 9′ 29″ W            | Winchester | |